# 수오미 연대기
수오미 연대기(핀란드어: Suomen kronikka 수오멘 크로니카[*], 라틴어: Chronicon Finlandiae 크로니콘 핀란디아이[*])는 1670년대에 작성된 연대기다. 중세까지의 핀란드 역사를 서술하고 있다.
저자는 불명이지만 화가 엘리아스 브레네르가 가장 유력한 저자 후보다. 브레네르가 저자가 확실하다면 작성시기는 1672년에서 1674년 사이였을 것이다. 연대기 원본은 1728년 라틴어로 크리스티안 네텔블라드가 출간했다.
이 연대기는 스웨덴의 지배를 받고 있던 핀인들에게 자체적인 장구한 역사가 있음을 강조하기 위한 목적으로 쓰여졌다. 저자가 사망하고 스웨덴 제국이 멸망한 이후에야 정식으로 출간된 것도 아마 그런 이유에서였을 것이다. 
저자는 삭소 그라마티쿠스, 바르톨로메우스 앙글리쿠스, 요하네스 마그누스, 올라우스 마그누스, 안데르스 부레, 미카엘 벡시오니우스, 스노리 스투를루손 등을 사료로 사용했다.